# The Oxford Companion to Chess
The Oxford Companion to Chess é o título de uma obra abrangente sobre o enxadrismo escrita pelos autores David Hooper e Kenneth Wyld.

## Edições
- Primeira edição publicada em 1984 pela Oxford University Press
- Relançado em formato brochura (com correções) em 1987 pela Oxford University Press
- Segunda edição publicada em 1992 pela Oxford University Press, ISBN 0-19-866164-9